# Anfiteatro di Bleso
L'Anfiteatro di Bleso è un antico anfiteatro romano di Tivoli, risalente al II secolo dell'età imperiale; è situato all'interno del centro città e adiacente ad altri 2 complessi storico artistici quali la Rocca Pia e le Scuderie Estensi.

## Storia
Prima del suo ritrovamento, avvenuto nel 1948 durante dei lavori per realizzare un’arteria stradale che aprisse un collegamento tra due strade della città (largo Garibaldi e via dell'Inversata), le sue notizie erano già rintracciabili nei registri medievali delle abbazie di Farfa e Subiaco che parlavano di un "Fundum Amphiteatrum". La sua presenza, in questi documenti, fa intuire chiaramente l'importanza raggiunta in età imperiale da questa parte della città che si trovava al di fuori delle antiche mura repubblicane; inoltre la data di costruzione dell’anfiteatro è in linea con la consacrazione dei Ludi Gladiatori (giochi gladiatori) e una lapide datata nel 184 d.C. cita M. Lurius Lucretianus che avrebbe sostenuto finanziariamente un combattimento con uomini e belve ed in più un combattimento tra 20 gladiatori.
Prima della costruzione dell’anfiteatro pare che la zona fosse adibita alla fabbricazione di ceramiche, così come si evince dagli scavi avvenuti nel corso degli anni che hanno riportato alla luce diversi manufatti, in particolare calici, di ottima manifattura. Con l’avvento e la diffusione dei giochi gladiatori la zona venne riconvertita da tale M.T Blesus (dal quale l'anfiteatro prenderà il nome) che pare abbia contribuito alla costruzione con 200 giornate lavorative e 200.000 sesterzi.
Dai resti emersi fino ad oggi si è potuto ricostruire in parte quella che era l’antica struttura dell’anfiteatro, che risulta particolarmente ampia in quanto si presuppone fosse presente al suo interno anche una “Schola Gladiatorium”, anche se non vi è certezza storico- archeologica.

## Urbanistica e materiali
L'anfiteatro è posto su un pendio collinare del quale sfrutta la pendenza, ma sfrutta anche il terrapieno che si ha dall'escavazione dell'area e da resti di strutture precedenti. Per questo si può classificare a metà tra gli anfiteatri a struttura piena e quelli a struttura canonica.
La forma risulta ovale con l’asse minore di 50 metri e il maggiore di 90. Intorno alla struttura principale vi sono delle semicolonne che sostenevano le gradinate, le quali erano sostenute anche da cunei poggiati su una grande ellisse e su un corridoio coperto da una volta a botte. Le gradinate potevano contenere fino a 2000 spettatori. L’arena misurava circa 61x41 metri e il suddetto corridoio si stagliava lungo i lati della stessa, con la quale comunicava presumibilmente con porte e/o finestre. Le entrate all'anfiteatro erano quattro, ma solo una delle due secondarie verrà realizzata.
La tecnica costruttiva per le opere murarie risulta essere l'opus mixtum, realizzata principalmente in tufo e travertino (di cui è ricca la zona), mentre il pavimento pare fosse composto da una miscellanea di malta e breccia.
Ad oggi si possono ammirare solo alcuni resti dell’anfiteatro, poiché esso venne semidistrutto per permettere la costruzione della Rocca Pia, voluta da Papa Pio II Piccolomini per proteggere la città dagli attacchi nemici. Successivamente la zona antistante la Rocca Pia fu riconvertita da Ippolito d’Este a parco di caccia e agli inizi del ‘600 usato come orto-giardino dal Cardinale Bartolomeo Cesi.

## Oggi
Oggi l’anfiteatro non è visitabile e viene aperto solo per concerti, mostre, esposizioni cinematografiche o rievocazioni storiche; quest’ultime, grazie ad associazioni culturali del territorio (Villa Adriana Nostra) rimettono in scena combattimenti tra Ludi gladiatori di varie nazioni e una giuria di esperti decreta il vincitore: ciò permette di mantenere viva la memoria storica del territorio e non solo.

## Gallerie d'immagini

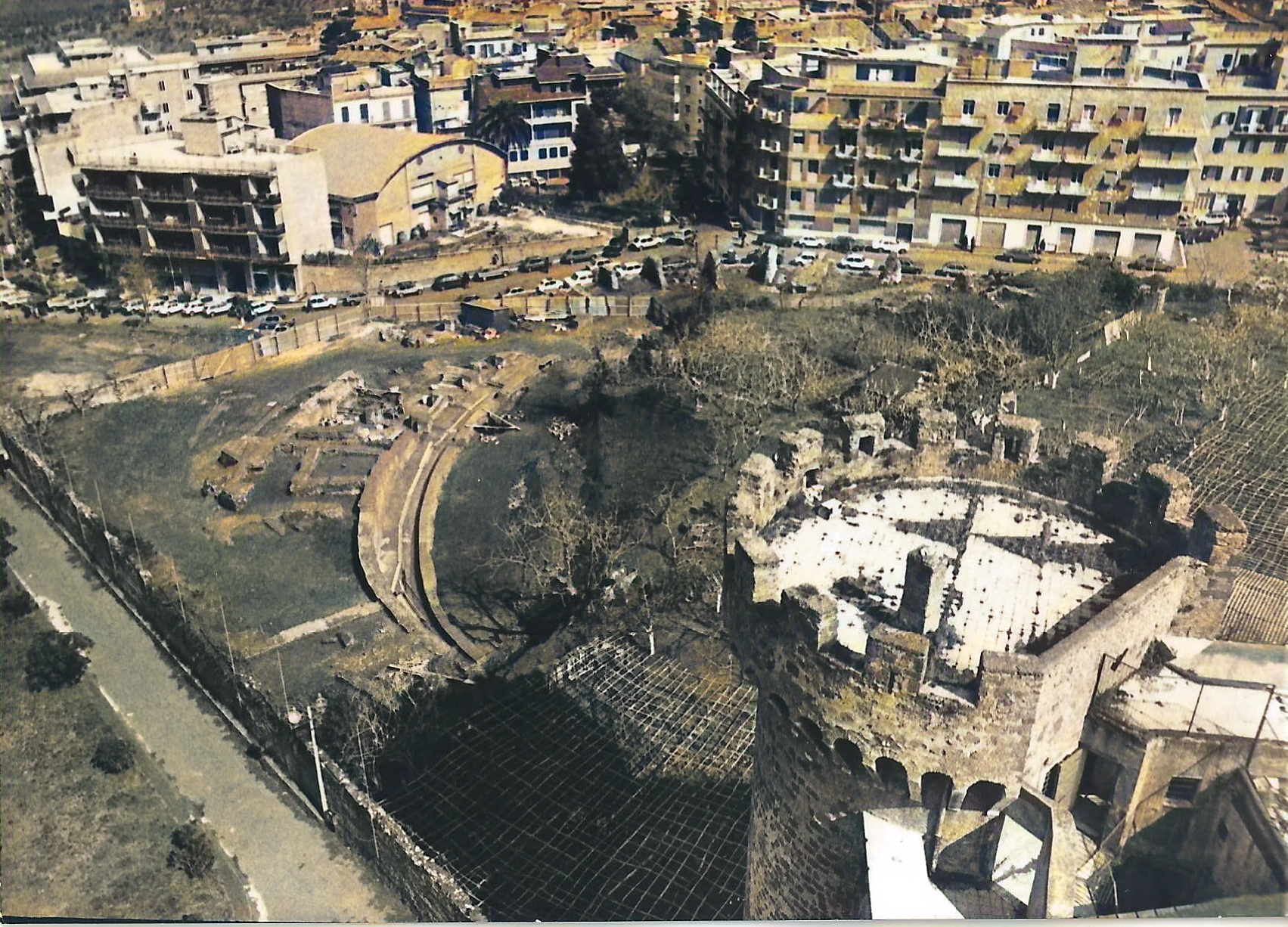
Lavori di restauro nell'anfiteatro di Bleso a Tivoli, visti dalla Rocca Pia. 27 marzo 1983.
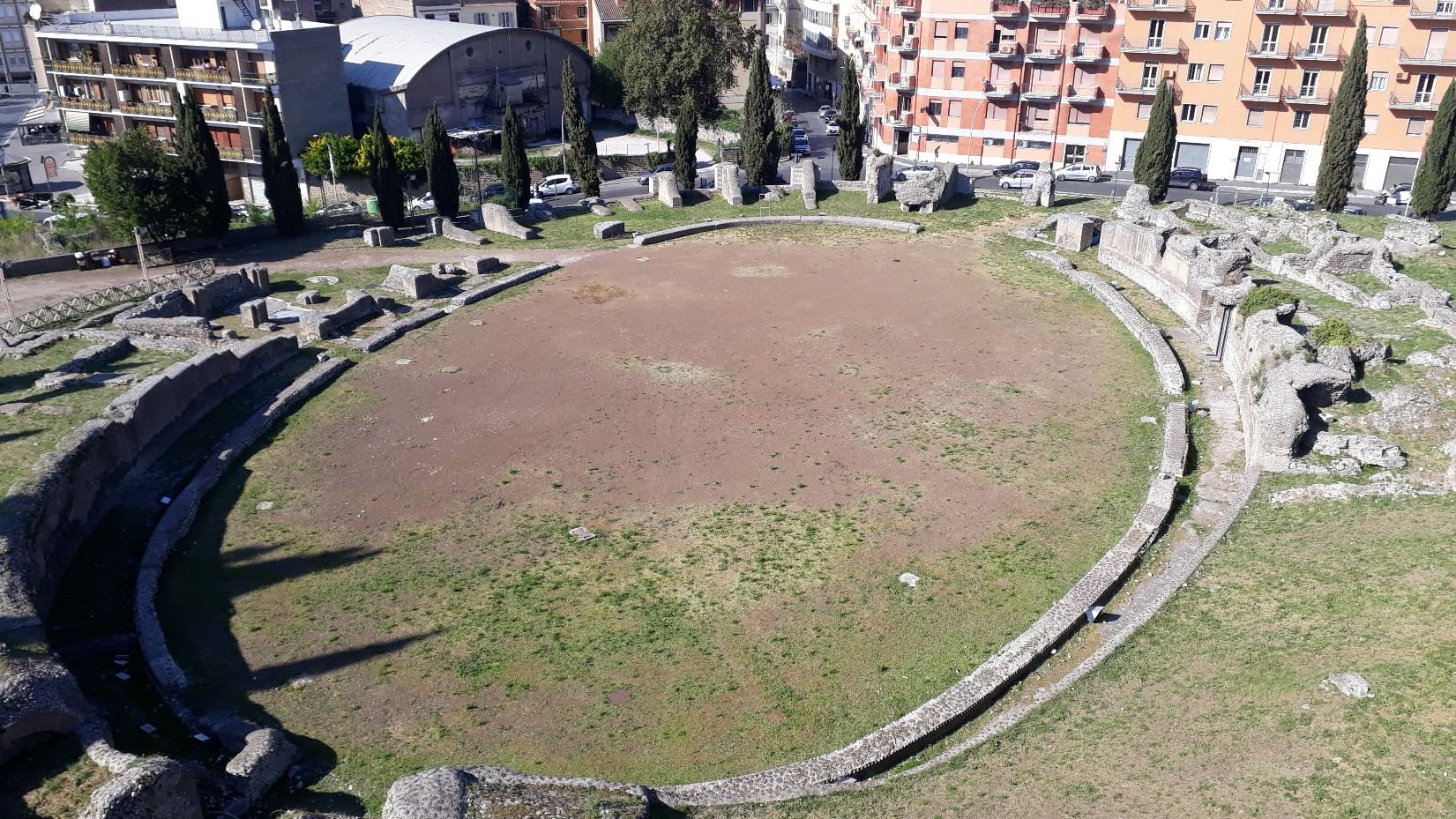
L'anfiteatro di Bleso, visto dalla Rocca Pia, anno 2023.
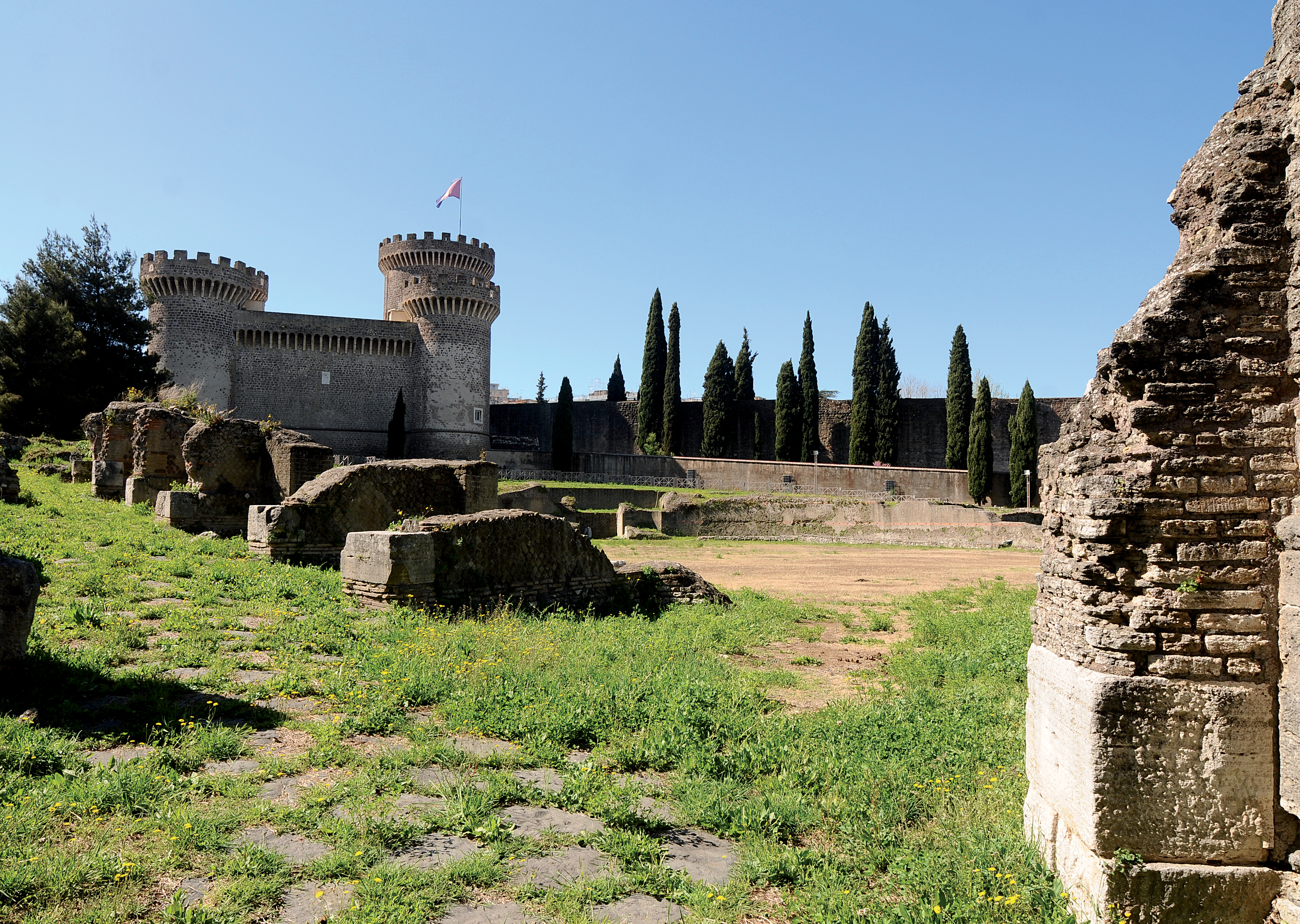
Resti della strada romana con basoli che fu inglobata nell'anfiteatro di Bleso. Anno 2023.